# Kangyal Balázs
Kangyal Balázs (Budapest, 1969. július 24. –) magyar jégkorongjátékos és edző.

## Karrier
A KSI-ben nevelkedett, az első OB I-s szezonját is ott játszotta 1985-ben. 1997 őszén került Székesfehérvárra az Alba Volán csapatába. Az első szezonjában ezüstérmet szerzett, majd 1999 márciusában tagja volt a tizennyolc év szünet után ismét bajnoki aranyat szerző alakulatnak. Tagja volt a 2008 áprilisában Szapporóban megrendezett divízió 1-es világbajnoki címet szerző nemzeti együttesnek. 2008. májusban a Budapest Starshoz szerződött, ahol a jégkorongozás mellett klubmenedzserként is tevékenykedett.
A 2009-es jégkorong világbajnokságot követően bejelentette, hogy többé nem kíván a magyar válogatottban szerepelni. Összesen 237-szer öltötte magára a címeres mezt, amely a legtöbb a magyar válogatott játékosok között.
2009. január 27-én ünnepélyes keretek közt visszavonultatták a korábbi Alba Volán-csapatkapitány mezét Székesfehérváron. A 25-ös számmal a jövőben senki nem lép pályára az Alba Volánban.
2011-től a MAC Budapest Jégkorong Akadémia szakmai igazgatója és az utánpótlás csapatok edzője.
2012 és 2015 között a Magyar Jégkorong Szövetség sportigazgatója.
2015-től az akkor létrehozott MAC Budapest felnőtt profi csapatot működtető MAC Budapest Profi Jégkorong Kft. ügyvezető igazgatója.

2020-tól a MAC HKB Újbuda vezetőedzője.
2024 novemberében beiktatták a Magyar Jégkorong Hírességek Csarnokába.

## Díjak, elismerések
- Divízió I-es vb-aranyérmes: 2008
- Divízió I-es vb-ezüstérmes: 2002, 2007
- Divízió I-es vb-bronzérmes: 2003, 2005
- 9-szeres magyar bajnok
- 5-szörös magyarkupa-győztes
- 2-szeres Interliga-győztes